# 265380 Terzan
265380 Terzan este o planetă minoră (asteroid) din centura de asteroizi. A fost descoperită pe 15 septembrie 2004 la Mauna Kea Observatories⁠(d) de  și a fost numită după Agop Terzan⁠(d). 
Obiectul prezintă o orbită caracterizată de o semiaxă mare de 2,7180432759084 UAi, o excentricitate de 0,10580971961136, o înclinație de 2,2665159579379 ° în raport cu ecliptica.